# ديبوره آن وول
ديبوره آن وول (بالإنجليزية: Deborah Ann Woll)‏ وهي ممثلة أمريكية ولدت في يوم 7 فبراير 1985 في مدينة بروكلين في نيويورك في الولايات المتحدة، مثلت دور جيسيكا هامبي في مسلسل دم حقيقي، كما مثلت في مسلسل سي اس آي: التحقيق في موقع الجريمة ومسلسل إي آر.

## روابط خارجية
- ديبوره آن وول على موقع IMDb (الإنجليزية)
- ديبوره آن وول على موقع روتن توميتوز (الإنجليزية)
- ديبوره آن وول على موقع ألو سيني (الفرنسية)
- ديبوره آن وول على موقع أول موفي (الإنجليزية)
- ديبوره آن وول على موقع إن إن دي بي (الإنجليزية)
- ديبوره آن وول على موقع قاعدة بيانات الفيلم (الإنجليزية)
- ديبوره آن وول على موقع كينوبويسك (الروسية)